# Thecocarcelia ventralis
Thecocarcelia ventralis là một loài ruồi trong họ Tachinidae.